# Clã Date

Mon do clã Date

O clã Date (伊達氏, Date-shi) foi uma linhagem de daimyo que controlou o norte do Japão (a região de Tōhoku) no final do século XVI e no Período Edo. Seu membro mais famoso foi Date Masamune, que estabeleceu o poder da família ao vingar a morte de seu pai com a ajuda de Tokugawa Ieyasu.

## História
O clã Date foi fundado no início do Período Kamakura (1185-1333) por Isa Tomomune que originalmente veio do distrito de Isa da província de Hitachi (atual prefeitura de Ibaraki), e era descendente de Fujiwara no Uona (721-783) na 16º geração. A família tomou seu nome do distrito de Date (atual prefeitura de Fukushima) da província de Mutsu que foi concedido em 1189 a Isa Tomomune por Minamoto no Yoritomo, o primeiro xogun Kamakura, por sua ajuda na Guerra Genpei e na luta pelo poder com seu irmão Minamoto no Yoshitsune.
Durante as Guerras Nanboku-chō na década de 1330, os Date apoiaram a Corte do Imperador Go-Daigo por meio de Kitabatake Akiie, que foi apontado pelo Imperador como Chinjufu Shōgun ou Comandante-em-chefe da Defesa do Norte. 
Enquanto os senhores feudais ganhavam e perdiam poder no Período Sengoku, tentando unificar o país, os Date, junto com outras famílias poderosas, fizeram todo o possível para garantir o domínio de sua região (no caso dos Date, o extremo norte). Ainda que sem ganhar a fama do poder como fizeram Oda Nobunaga, Uesugi Kenshin e Toyotomi Hideyoshi, eles resistiram às invasões desses senhores no norte. Date Masamune (1566–1636) contribuiu em particular nessa tarefa, consolidando as famílias do norte contra esses líderes.
Em 1589, Masamune separou o domínio de Aizu dos Ashina; ele se instalou no Castelo de Kurokawa na província de Wakamatsu.  Contudo, no ano seguinte, Hideyoshi triunfou sobre os Hōjō em Odawara; e Hideyoshi então obrigou Masamune a se contentar com o feudo de Yonezawa (300000 koku).  Masamune acabou por conseguir alguma independência por apoiar Tokugawa Ieyasu. 
Ieyasu deu aos Date a maior parte do norte, ainda que sem ter confiança total no clã. Apesar do fato de os Date terem enviado reforços para os Tokugawa durante a Batalha de Sekigahara, os Date eram vistos como uma ameaça. No período Edo, os Date foram identificados como um dos tozama, ou clãs externos, ao contrário dos fudai, ou senhores internos, que eram vassalos hereditários ou aliados do clã Tokugawa.
Em 1600, Ieyasu mandou o clã Date lutar contra Uesugi Kagekatsu; e, com a assistência de Mogami Yoshiteru, as forças de Masamune derrotaram Naoe Kanetsugu.  Em reconhecimento ao sucesso na batalha, Masamune recebeu feudos em doze distritos que pertenciam até então ao clã Uesugi. Os Date se estabeleceram em Sendai (620000 koku).  Em 1658, Masamune mudou o nome do castelo dos Uesugi em Iwatezawa para Castelo de Sendai  Os daimyō eram às vezes identificados com o sufixo "-kō" (servo), precedido pelo nome de um lugar ou castelo, e.g., Sendai-kō era um dos nomes pelo qual Date Masamune era conhecido.
Veio a disputa sucessória; havia alguns descendentes diretos de Masamune, e vários vassalos hereditários dos Date que moravam em regiões próximas, com receita de 10000 koku, e assim detinham alguma influência. 
Em 1660, Date Tsunamune foi preso em Edo, por bebedeira; acusações assim geralmente eram reputadas verdadeiras. Tsunamune foi condenado a escavar os fossos em volta do Castelo de Edo, residência do xogun.  Em 1660, ele foi obrigado a supervisionar e pagar para aprimorar o fosso nordeste a partir de Megane-bashi até o portão Ushigome.
Acredita-se que as primeiras acusações do tipo foram estimuladas por vassalos do norte. Esses vassalos apelaram perante o Conselho de Anciões em Edo, alegando que Tsunamune não deveria ser considerado capaz de governar, e que seu filho Date Tsunamura, tataraneto de Masamune, deveria ser o daimyo do feudo dos Date. Assim, Tsunamura se tornou daimyo, sob a guarda dos seus tios, Date Munekatsu e Date Muneyoshi.
Seguiram-se dez anos de conflitos e violência no norte, atingindo seu clímax em 1671 quando Aki Muneshige, um poderoso parente dos Date, reclamou ao xogunato sobre a má administração do reino por Tsunamura e seus tios. Esse dramático episódio viria a ser conhecido como Date Sōdō (Disputa Date). 
Aki foi chamado em Edo para depor perante vários oficiais, e foi envolvido em várias interrogações, exames e encontros, assim como outros vassalos dos Date. Um deles em particular, Harada Kai Munesuke, era um assessor de Tsunamura e seus tios e, diz-se, teve má impressão em Edo. Então, Aki procurou Harada enquanto esperava para se encontrar com oficiais, e Aki começou a insultá-lo. Cruzaram espadas e Aki foi morto. Harada foi morto momentos depois, pelos oficiais ou seus guardas. Segundo o veredito oficial, Harada atacou primeiro; a família Harada foi desfeita e Tsunamura foi considerado o verdadeiro daimyo; seus tios foram punidos.
Apesar dos Date serem mais conhecidos pelo poder no norte, Date Hidemune, o segundo filho de Masamune, tinha um feudo de 100000 koku em Shikoku.

## Genealogia do clã Date
O clã tozama Date surgiu no século XII na província de Shimōsa , reclamando descendência dos Fujiwara.
Os ramos do clã tozama Date incluem os seguintes:
- O ramo principal foi daimyō em Date na província de Mutsu a partir do século XII; e então, em 1601, transferiram a sede do clã para Sendai.  Do começo do século XVII até 1868, os Date continuaram no Domínio de Sendai (620000 koku) na província de Mutsu.[2] O chefe desse ramo recebeu o título de “conde” hereditário no Período Meiji.[1]

- Esse ramo principal do clã Date produziu um ramo lateral. Date Tadamune (1599–1658), um dos filhos de Masamune, teve mais de um filho. O segundo filho de Tadamune, Muneyoshi, reviveu o nome deTamura, um antigo nome de família de Mutsu que fora abandonado por Masamune.  Date Muneyoshi[4] Tamura Muneyoshi (1637–1678) fixou-se no domínio de Ichinoseki (30000 koku) em Mutsu (atual prefeitura de Iwate), onde seus descendentes residiram até 1868. O chefe desse ramo recebeu o título de “visconde” hereditário na era Meiji.[1]

- Outro ramo foi criado em 1614 no domínio de Uwajima (100000 koku) na província de Iyo.[2] Date Muneki (1817–1882) era um membro proeminente desse ramo,  tendo um papel importante no início da Restauração Meiji, e estava entre os primeiros a se declarar contrário ao xogunato.  Como chefe desse ramo, Muneki  e seus herdeiros receberam o título de “visconde” hereditário no Período Meiji.[1]

- Um ramo adicional foi criado em 1657.[2]  Naquele ano, uma linhagem separada foi estabelecida no castelo de Yoshida (30000 koku) na província de Iyo. O líder do ramo recebeu o título de “visconde” hereditário na era Meiji.[1]

### Templo do clã em Edo
No Período Edo, o Tōzen-ji foi considerado o templo familiar de vários clãs, incluindo o clã Date de Sendai.  Outros clãs que consideravam Tōzen-ji um templo familiar foram o clã Ikeda da província de Omi, o clã Inaba do domínio de Usuki na província de Bungo, o clã Suwa de Shinshu, os Tamura de Ichinoseki, e o clã Mori de Saeki em Bungo.

## Membros notáveis do clã

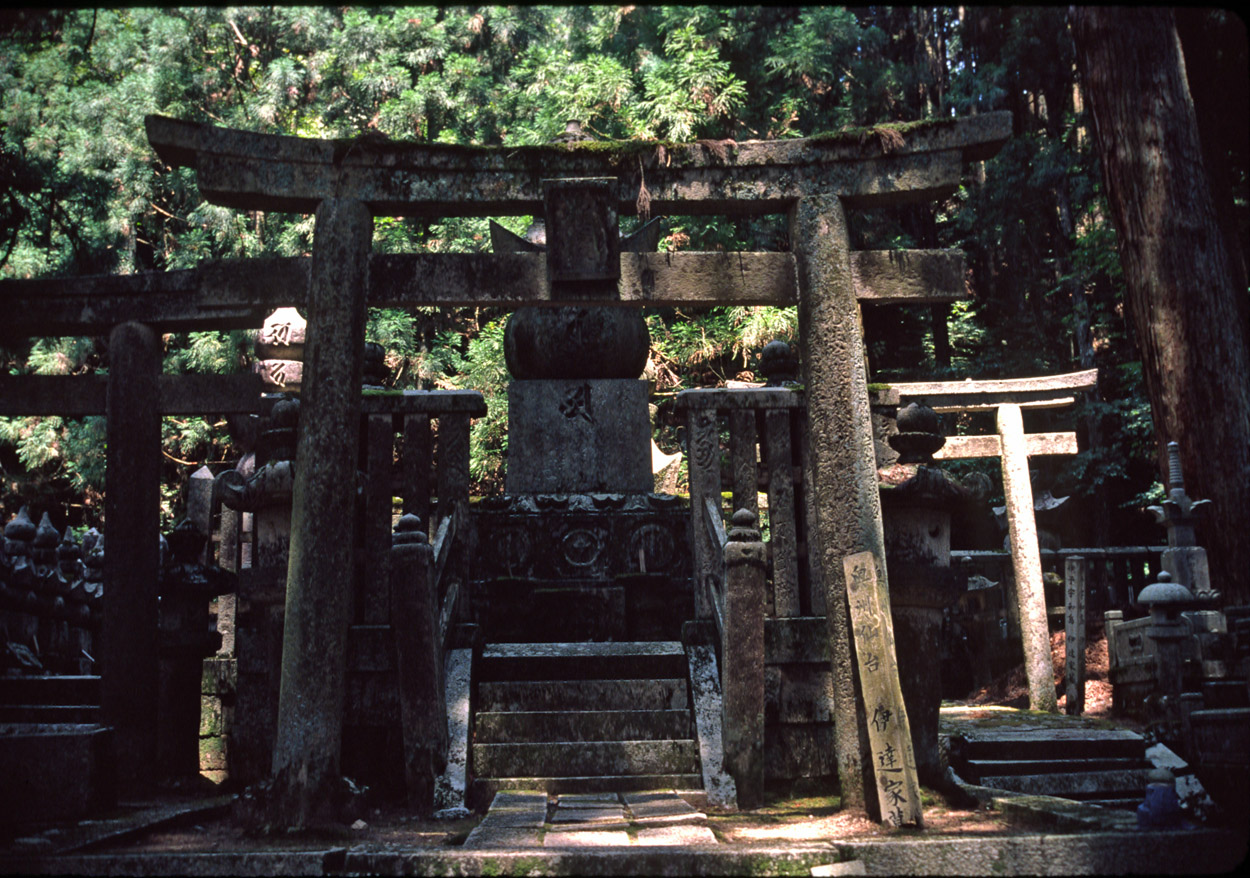
Cemitério do clã Ōshū Sendai Date no Monte Koya.

Membros do clã listados pela data de nascimento.

### Século XIV
- Date Muneto (1324–1385)
- Date Masamune (século XIV) (1353–1405)
- Date Ujimune (1371–1412)
- Date Mochimune (1393–1469)

### Século XV
- Date Narimune (1435-1487?)
- Date Hisamune (1453–1514)
- Date Tanemune (1488–1565)

### Século XVI
- Date Harumune (1519–1577)
- Date Terumune (1544-1584 or 1585) – pai de Masamune, assassinado por Hatakeyama Yoshitsugu
- Date Masamune (1567–1636) – filho de Date Terumune, grande líder da família, estabeleceu o poder da família em Sendai.
- Date Masamichi (1578–1590) – questiona-se o seu nome, pois talvez ele não tenha  passado pelo genpuku.
- Date Hidemune (1591–1658) – filho de Date Masamune, daimyo do domínio de Iyo em Shikoku[6]
- Date Tadamune (1599–1658) – filho de Date Masamune
- Date Shuyu (15??-1642)
- Date Munesane (?? - ??) – filho de Date Masamune
- Date Munekatsu – filho de Date Masamune – guardião de Tsunamura

### Século XVII
- Date Munetomo – filho de Date Munekatsu
- Date Munetsuna (1603–1618)
- Date Munenobu (1603–1627)
- Date Munehiro (1612–1644)
- Date Munetoki (1615–1653)
- Date Torachiyomaru (1624–1630)
- Date Muneyoshi (1625–1678) – filho de Date Tadamune – guardião de Tsunamura
- Date Mitsumune (1627–1645) – filho de Date Tadamune[7]
- Date Munetoshi (1634–1708)
- Date Munezumi (1636–1708)
- Date Sourin (1640–1670)
- Date Tsunamune (1640–1711) – filho de Date Tadamune - daimyo por pouco tempo, removido da sucessão em favor de Tsunamura, seu filho
- Date Munefusa (1646–1686)
- Date Tsunamura (1659–1719) – filho de Date Tsunamune - daimyo cuja sucessão levou à desordem Date
- Date Munenori (1673–1694)
- Date Yoshimura (1680–1751)
- Date Muratoyo (1682–1737)
- Date Muraoki (1683–1767)
- Date Muranari (1686–1726)
- Date Murasen (1698–1744)

### Século XVIII
- Date Murasumi (1717–1735)
- Date Muranobu (1720–1765)
- Date Murakata (1745–1790)
- Date Murayoshi (1778–1820)

### Século XIX e após a Restauração Meiji
- Date Yoshitaka (1812–1862)
- Date Muneki (1817–1882)[1]
- Date Munenari (1818–1892)
- Date Yoshikuni (1825–1874)
- Date Kunninei (1830–1874)
- Date Kuninao (1834–1891)
- Date Kuninari (1841–1904)
- Date Munemoto (1866–1917)
- Date Takeshiro (1868–1908)
- Date Kunimune (1870–1923)

### Século XX
- Date Okimune (1906–1947)
- Date Munehide (1908–1964)
- Date Munemi (1918–1982)
- Date Sadamune (1937–1981)
- Date Yasumune (1959-)

### Ramos laterais
Eles nasceram do clã Date, mas foram nominalmente adotados por outras famílias. O primeiro nome é a pessoa que nominalmente adotou.
- Tamura Muneyoshi (1637-1678)[8]
  - Tamura Takeaki (1656-1708) – primeiro daimyo Tamura do domínio de Ichinoseki[8]
  - Tamura Akihiro (1659-1696)
  - Tamura Akinao (1662-1706)
  - Tamura Akinori (1664-1733)
  - Tamura Haruchiyo (1686-1693)
  - Tamura Nobuaki (1703-1725)
  - Tamura Muranobu (1723-1777)
- Shiraishi Gorokichi (1638-1644)
- Uesugi Yoshifusa (1720-1742)
  - Uesugi Yoshitoki (1742-1784)
  - Uesugi Yoshinaga (?-?)
  - Uesugi Yoshitatsu (?-?)
  - Uesugi Yoshimasa (?-?)
  - Uesugi Yoshitoyo (?-1861)

## Vassalos
Esses samurais foram vassalos do clã Date e estão listados pela data de nascimento.

### Oniniwa
- Oniniwa Motozane (14??-15??)
- Oniniwa Yoshinao (1513-1585)
- Masuda Kita (1539-16??)
- Moniwa Tadamoto (1549-1640) - Toyotomi Hideyoshi lhe deu "Moniwa" como o novo nome do clã Oniniwa
- Moniwa Yoshimoto (1575-1663)
- Harada Tsutame (1598?-1671) – Esposa de Yoshimoto

### Katakura
- Katakura Kagetsuna

### Rusu
- Rusu Masakage

### Shiroishi
- Shiroishi Munezane